# Martín Silvera
Martín Silvera, vollständiger Name Pablo Martín Silvera Duarte, (* 26. August 1995 in Melo) ist ein uruguayischer Fußballspieler.

## Karriere

### Verein
Der 1,87 Meter große Offensivakteur Silvera entstammt der Jugendabteilung des uruguayischen Erstligisten Danubio FC. Zur Apertura 2013 wurde er in den Profi-Kader befördert. Bereits im August 2013 wurde er jedoch zunächst an den Ligakonkurrenten Cerro Largo FC ausgeliehen. In der Spielzeit 2013/14 kam er dort zweimal in der Primera División zum Einsatz. Anfang Januar 2014 kehrte er zu Danubio zurück. In der restlichen Saison lief er in weiteren drei Erstligaspielen (kein Tor) für die Montevideaner auf, die am Saisonende Uruguayischer Meister wurden. In der Spielzeit 2014/15 wurde er zwölfmal (kein Tor) in der höchsten uruguayischen Spielklasse eingesetzt und bestritt je zwei Begegnungen (kein Tor) der Copa Sudamericana 2014 und der Copa Libertadores 2015. In der Apertura 2015 kam er dort nicht zum Einsatz. Im Januar 2016 schloss er sich auf Leihbasis dem Club Atlético Villa Teresa an und bestritt in der Clausura acht Ligaspiele (kein Tor).

### Nationalmannschaft
Silvera ist mindestens seit Mai 2014 Mitglied der von Trainer Fabián Coito betreuten uruguayischen U-20-Nationalmannschaft. Beim 1:1-Unentschieden am 10. Juni 2014 gegen Paraguay wurde er in der 78. Spielminute für Agustín Barán eingewechselt und erzielte den einzigen uruguayischen Treffer. Zwei Tage später stand er im Länderspiel gegen denselben Gegner in der Startelf. Des Weiteren absolvierte er die drei Länderspiele gegen Peru am 4. August 2014, 6. August 2014 und 24. September 2014.

### Erfolge
- Uruguayischer Meister 2013/14